# 속리산
속리산(俗離山, Sokri Mountain)은 대한민국 충청북도 보은군과 괴산군, 경상북도 상주시와 문경시에 걸쳐 있는 높이 1,058m의 산이다. 화강암을 기반으로 변성퇴적암이 섞여 있고 화강암 부분은 날카롭게 솟아오르고 변성퇴적암 부분은 깊게 패여 높고 깊은 봉우리와 계곡이 절경을 이루고 있어 광명산(光明山), 미지산(彌智山), 소금강산(小金剛山)으로 불리기도 한다. 1970년 3월 24일에 대한민국의 6번째 국립공원으로 지정되었다. 속리산 자체가 분할한 면적은 60평방킬로미터이다.

## 명승지

### 법주사
속리산의 법주사(法住寺)는 2009년 12월 9일 대한민국의 명승 제61호로 지정되었다.

### 정이품송
조선 제7대 임금인 세조가 요양을 위해 속리산으로 행차할 때 타고 있던 가마가 이 소나무 아래를 지나게 되었는데, 가지가 아래로 처져 있어 가마가 가지에 걸리게 되었다. 이에 세조가 '연 걸린다'고 말하니 소나무가 가지를 위로 들어 왕이 무사히 지나가도록 하였다 한다. 이에 세조가 이 소나무에게 정2품의 벼슬을 하사한 것으로 알려져 있다. 1980년대에 솔잎혹파리에 의해 피해를 당하자 이를 보호할 보호막이 설치되었으며, 후에 이를 치료하였으나 그 후유증으로 생명력이 많이 상실되었다. 원래 삿갓 또는 우산을 편 모양으로 단정하고 아름다운 모습이었는데, 1993년 강풍으로 서쪽 큰 가지가 부러져 손상되었고 나무의 형태도 많이 변형되었다.

### 말티고개(말티재)
보은군 읍내에서 법주사로 가는 길에 넘게 되는 12굽이 고개다. 전승에 의하면 고려 태조 왕건이 속리산에 거동하면서 처음 길을 닦았다고 한다. 왕건의 할아버지인 작제건이 속리산에 은거하며 불경을 탐독하다가 죽었기 때문이라 한다. 그 뒤 조선시대에 세조가 속리산으로 행차할 때 진흙으로 된 길이 불편하여 얇은 박석을 운반하여 길을 정비하였다고 한다. 인도의 형태로 존재하다가 현대적인 형태의 길로 개설된 것은 1924년이었다. 당시 충청북도지사 박중양은 속리산의 사찰들을 방문하기 위해 속리산을 방문했는데 진흙탕으로 된 길을 보고 분개하여 당시 보은군수 등을 종용하여 말티고개로 올라가는 길을 포장하게 하였다. 정상부에 말티재 전망대와 백두대간 속리산 관문이 설치되어 있다.

### 문장대

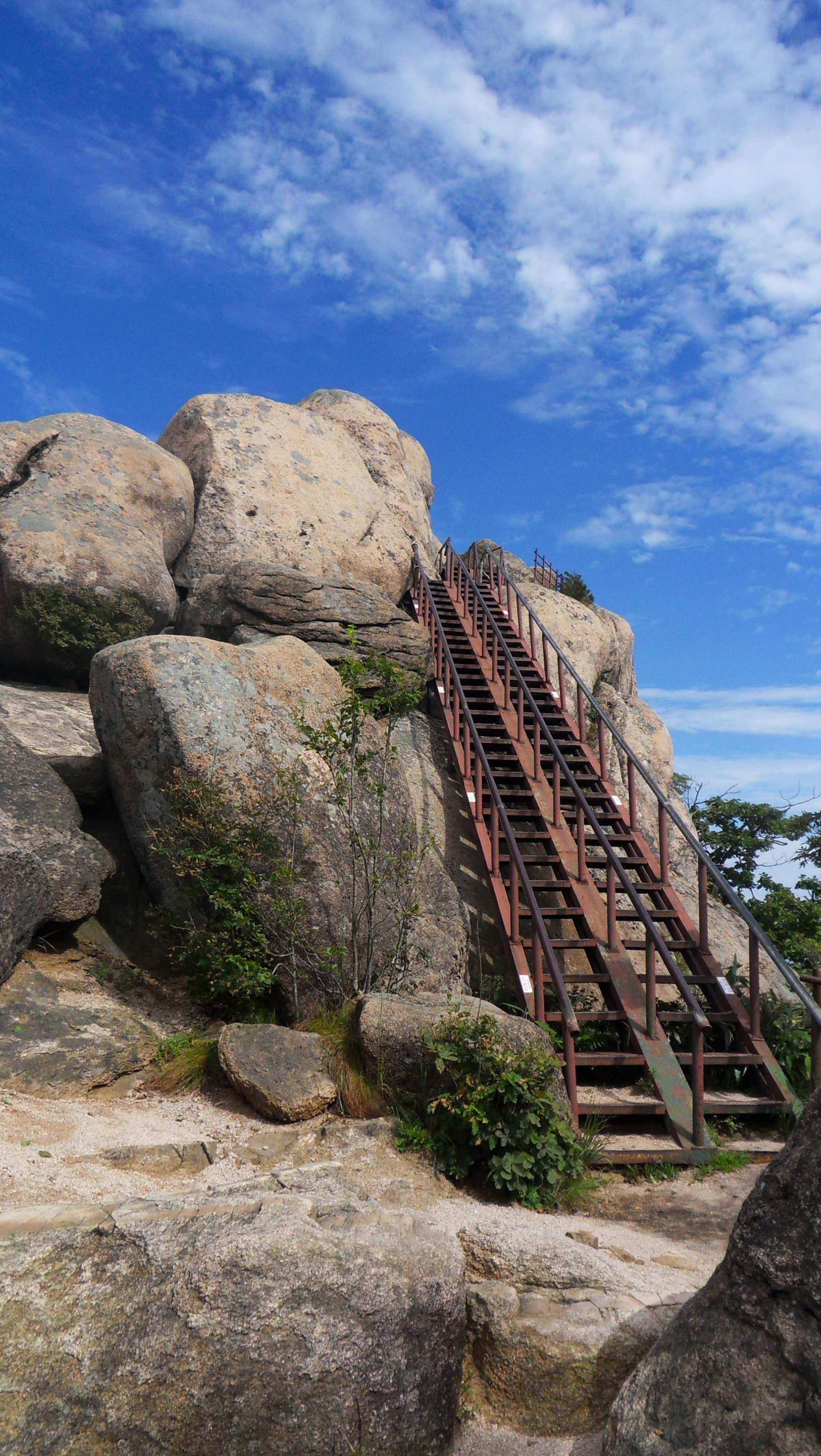
문장대의 모습

문장대(文藏臺)는 행정구역상 경상북도 상주시 화북면 장암리 산 33번지에 위치해 있으며, 해발 1054m로 속리산에서 두 번째로 높은 곳이다. 법주사에서는 동쪽으로 약 6km 지점에 있다. 본래는 구름 속에 감춰져 있다 하여 운장대(雲藏臺)라고 하였으나 조선 제7대 임금인 세조가 요양을 위해 속리산을 찾아왔을 때 어느 날 밤 꿈속에 귀공자가 나타나 "인근의 영봉에 올라 기도를 하면 신상에 밝음이 있을 것"이라 일러 주었고, 다음 날 이 곳에 올라와서 정상에 올라 오륜삼강(五倫三綱)을 명시한 책을 발견하고 그 자리에서 하루 종일 글을 읽었다 하여 문장대라 불리게 되었다.
문장대는 산 꼭대기에 커다란 바위가 있는 특이한 형태로 이 바위에는 50명이 동시에 앉을 수 있다. 이 곳은 속리산 등산객들이 가장 많이 찾는 곳으로서, 주봉인 천왕봉보다 탐방객이 더 많다. 문장대로 가는 대표적인 코스는 충청북도 보은군의 속리산 체험학습관(탐방지원센터)에서 법주사, 세심정, 중사자암을 거쳐 올라가는 코스로서, 소요시간은 편도 약 3시간 30분이다. 다른 하나는 경상북도 상주시 화북면에서 올라가는 코스로, 소요시간은 편도 약 2시간 30분, 왕복 4시간이다. 두 코스는 문장대 남쪽 약 170m 지점에서 만나는데, 이 곳에는 1975년부터 문장대휴게소가 설치되어 있다가 생태 복원 차원에서 2008년 11월에 철거되었다.
문장대 옆에는 조난객 구조와 물건 운반을 위해 헬리콥터 이착륙장이 설치되어 있고, 이동전화 기지국도 설치되어 있다.

### 문수봉
문수봉은 문장대와 신선대를 잇는 등산로 정중앙에 있는 속리산의 봉우리이다.

### 청법대
청법대는 문수봉과 신선대 사이에 위치한 암벽으로 이루어진 곳으로 이어진 등산로가 없어 등산이 불가능하여 문장대와 신선대 사이에 있는 등산로에서만 볼 수 있다. 신선대쪽으로 가다 문수봉을 지나 뒤를 돌아 보면 볼 수 있는 기암이다. 옛날 어느 고승이 속리산 절경에 넋을 잃고 방황하다가 이 봉우리에서 불경 외우는 소리를 듣고 제 정신을 차렸다 하여 불리게 되었다. 청법대는 부처상을 하고 있으며, 주변에 일곱개의 봉우리가 있다. 이 봉우리는 각각의 특징을 가지고 있다. 청법대를 보기 위해서는 주의를 기울여야 하며, 오르막 언덕끝에 왼쪽으로 난 샛길을 돌아서 우뚝 솟은 바위위에 올라서야 청법대와 봉우리들의 장관을 한눈에 볼 수 있다.

### 신선대
신선대는 해발 1026m에 위치한 바위 암벽이며, 문장대에서 약 1.2km 거리에 위치해 있다. 법주사에서는 약 5.7km지점에 있다. 옛날 한 고승이 청법대에서 불경 외는 소리를 듣고 있는데, 건너편 산봉우리에 있는 바위에서 신선들이 앉아 놀고 있는 것을 보게 되었다. 고승이 황급히 청법대를 내려와 신선을 만나보고자 달려갔으나 그곳에는 아무도 보이지 않았으며 크게 실망하고 다른 봉우리를 찾기 위해 그 자리를 떠났다가 다시 돌아와보니 여전히 10여명의 신선들이 담소를 하고 있었다. 이것을 본 고승은 그이 눈이 아직도 가까운 곳에서 신선과 대적할 수 없음을 깨닫고 다시 달려갈 마음을 먹지 않았다고 한다. 그 후 이곳을 신선이 놀았다는 뜻에서 신선대라고 불리게 되었다. 신선대에는 문장대와 천왕봉 사이를 연결하는 등산로의 중간 휴게소가 있다.

### 입석대
입석대(立石臺)는 신선대와 비로봉 사이에 위치해 있으며 법주사에서 동북 방향으로 약 5.5km 거리에 위치해 있으며, 과거 이 곳에서 조선 후기의 임경업 장군이 수도를 했던 곳으로 알려져 있다. 그러나 청법대와 마찬가지로 매우 험준하여 일반인의 접근이 불가능하다.
조선 제16대 왕인 인조 때 임경업 장군이 이 곳에 이르러 6년 동안 몸과 마음을 단련할 때, 어느 정도의 단련이 체력 한계가 되는 지를 알 길이 없었다고 한다. 하루는 석굴에 앉아 정신을 통일하고 있는데 그 뇌리에 홀연히 형체는 보이지 않고 목소리만이 들려왔다. 임경업이 정신을 차리고 그 말을 들으니 "마주 바라다보이는 석벽에 올라가 그 옆에 누워있는 돌을 비석처럼 세워 놓으면 그 힘을 측정할 수 있으리라"하는 말이었다. 임경업은 곧 경업대에서 마주보이는 곳에 올라가 커다란 돌을 일으켜 세우려 하였으나 하지 못했다. 이에 임경업이 힘이 모자람을 깨닫고 다시 열심히 체력을 단련하여 마침내 수도 7년 째 되던 해에 반석(盤石)위에 돌을 세우는 데 성공했다. 그 후부터 "돌을 세웠다"고 하여 입석대(立石臺)라 부르게 되었다.

### 비로봉
비로봉(毘盧峯)은 문장대에서 천왕봉으로 가는 길목에 자리잡은 속리산의 봉우리이다. 해발 973m이고, 법주사에서 약 5.77km 거리에 위치해 있다. ‘비로’란 ‘비로자나불’을 줄인 말로써 인도어로 '모든 곳을 두루 비친다'라는 뜻이며, 광명을 뜻한다. 진표율사가 속리산 법주사에 온 이튿날 아침 새벽 방안에서 자선을 할 때 밝은 빛이 방문 가득히 비쳤고, 이에 대사가 깜짝 놀라 방문을 열었더니 맞은편 산봉우리에서 눈부신 햇빛이 오색 무지개를 띠고 비추고 있었다. 대사가 황급히 합장배례를 한 후 그곳으로 달려가 보니 비로자나불이 암석에 앉아 있다가 서쪽 하늘을 향하여 구름을 타고 떠났다. 대사는 비로자나불을 직접 배알할 수 있던 산봉우리를 비로자나불의 이름을 붙여 비로봉이라 이름 붙였다고 한다. 서유기에 등장하는 손오공의 형상을 하고 있는 바위로 화제를 모으기도 했다.

### 천왕봉

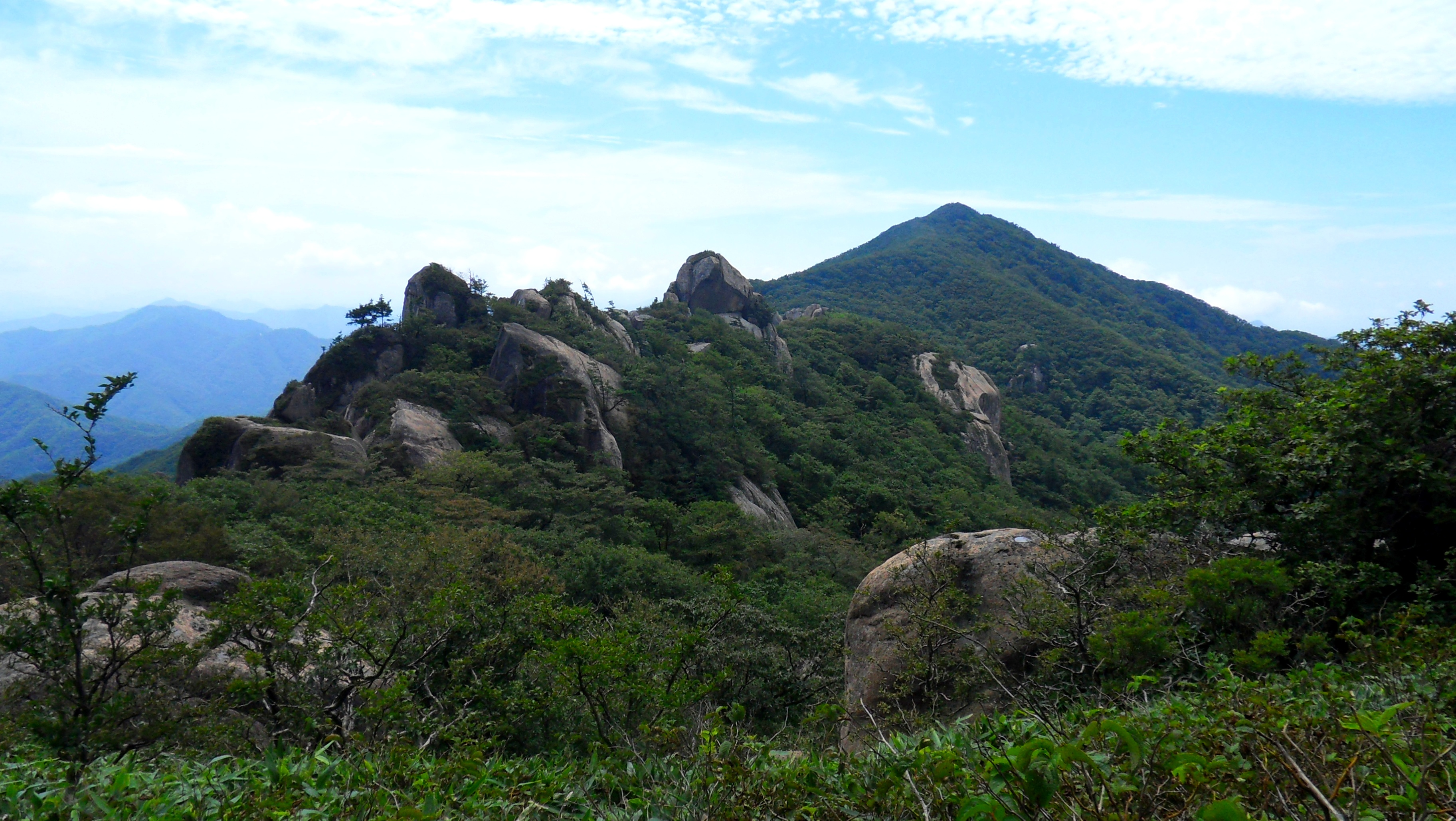
속리산 천왕봉의 모습

천왕봉(天王峯)은 속리산에서 가장 높은 봉우리로 해발 1058m이다. 꼭대기에는 천왕봉을 한자로 표시한 비석이 서 있다. 문장대에서 볼 때 삼각형의 형상을 하고 있다. 법주사 동쪽 방향으로 약 5.7km 지점에 있으며, 법주사에서 올라갈 경우 성인남자 기준으로 약 3시간 30분 정도 소요된다. 법주사에서 문장대로 올라가는 코스에 비해 상대적으로 순탄한 편이다. 천왕봉에는 조난객 구조를 위한 헬리콥터 이착륙장이 설치되어 있다.

### 관음봉

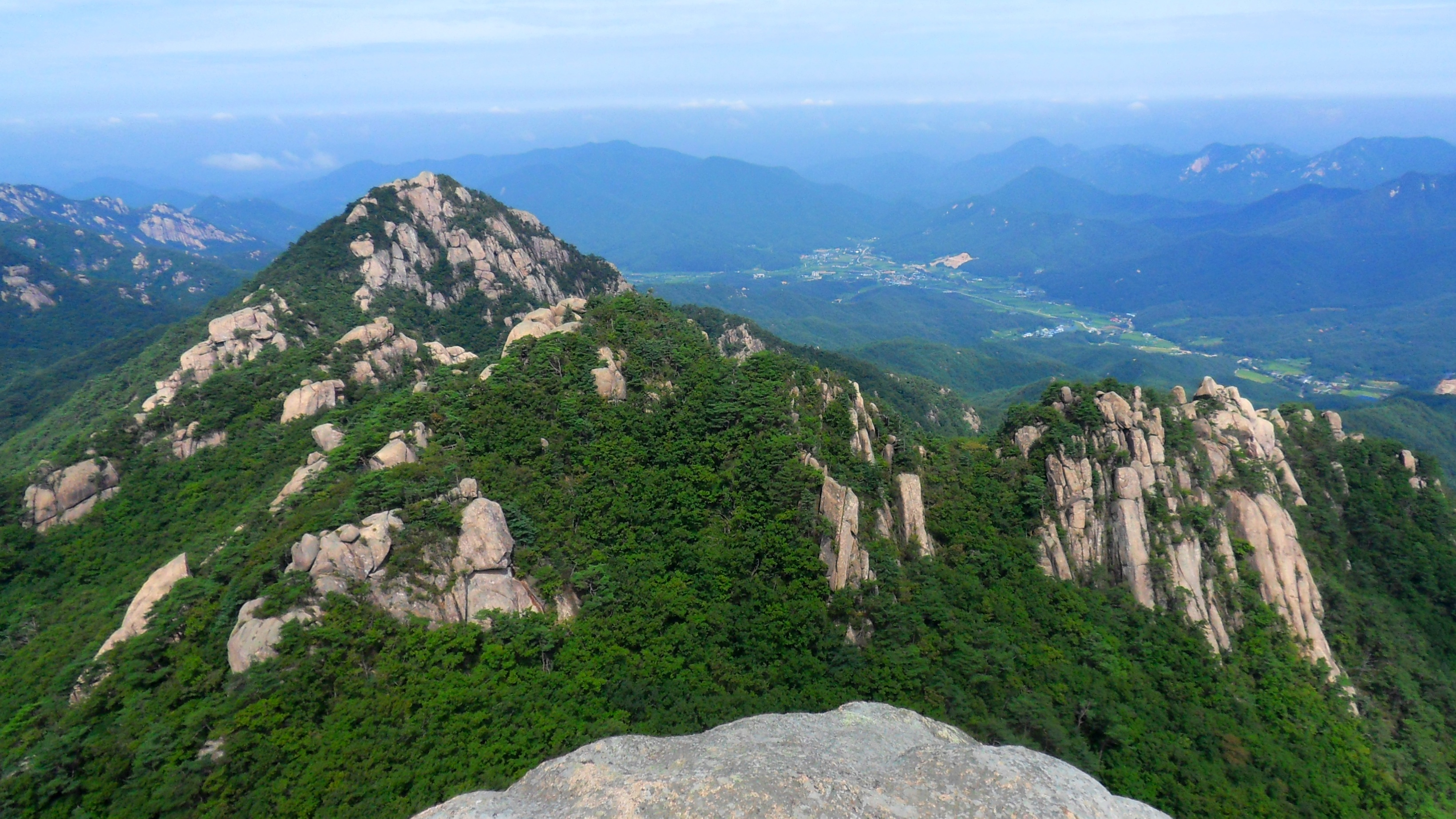
문장대에서 본 관음봉

관음봉은 문장대와 인접한 속리산의 봉우리로서 해발 926m이다. 문장대에서 관음봉으로 가는 코스가 있기는 하나 암릉 구간이 많아 위험하여 2012년부터 출입이 통제되고 있다.

## 방송송신시설
| 디지털TV |             |          |          |      |                  |
| 가상채널 | 방송국명    | 호출부호 | 물리채널 | 출력 | 가시청권         |
| CH 7-1   | KBS청주 2TV | HLQH-DTV | 30       | 20㎾ | 보은군, 속리산면 |
| CH 9-1   | KBS청주 1TV | HLKQ-DTV | 21       | 20㎾ | 보은군, 속리산면 |
| CH 10-1  | EBS 1TV     | HLQL-DTV | 37       | 20㎾ | 보은군, 속리산면 |
| CH 10-2  | EBS 2TV     | HLQL-DTV | 37       | 20㎾ | 보은군, 속리산면 |
| CH 11-1  | MBC충북TV   | HLAX-DTV | 19       | 20㎾ | 보은군, 속리산면 |

## 같이 보기
- 한국의 산
- 말티고개